# Mark Boswell
Mark Boswell (* 28. Juli 1977 in Mandeville, Manchester Parish) ist ein ehemaliger kanadischer Hochspringer jamaikanischer Herkunft.
1996 siegte er bei den Juniorenweltmeisterschaften in Sydney, und 1997 schied er bei den Weltmeisterschaften in Athen in der Qualifikation aus.
1999 gewann er Silber bei der Universiade. Bei den Panamerikanischen Spielen in Winnipeg wurde er mit seinem Landsmann Kwaku Boateng zum Sieger erklärt, nachdem der Kubaner Javier Sotomayor wegen Dopings disqualifiziert worden war, und bei den Weltmeisterschaften in Sevilla holte er Silber.
Bei den Olympischen Spielen 2000 in Sydney wurde er Sechster.
2001 wurde er Zwölfter bei den Hallenweltmeisterschaften in Lissabon, siegte bei den Spielen der Frankophonie und wurde Sechster bei den Weltmeisterschaften in Edmonton. Im Jahr darauf siegte er bei den Commonwealth Games 2002 in Manchester und wurde Zweiter beim Weltcup in Madrid. 2003 wurde er Fünfter bei den Hallenweltmeisterschaften in Birmingham und gewann Bronze bei den Weltmeisterschaften in Paris/Saint-Denis.
Bei den Olympischen Spielen 2004 in Athen wurde er Siebter und bei den Weltmeisterschaften 2005 in Helsinki Vierter.
Zum Abschluss seiner Karriere siegte er bei den Commonwealth Games 2006 in Melbourne.
Mark Boswell ist 1,89 m groß und wog zu Wettkampfzeiten 66 kg.

## Persönliche Bestleistungen
- Hochsprung: 2,35 m, 23. August 1999, Sevilla
  - Halle: 2,33 m, 10. März 2000, Fayetteville